# Flickan i Havanna och ett par visor till
Flickan i Havanna och ett par visor till är Evert Taubes andra vissamling.
Vissamlingen kom ut 1922, tre år efter den första och är liksom denna illustrerad av konstnärsvännen Kurt Jungstedt. Under åren 1919–1922 hade Taube framför allt ägnat sig åt att skriva prosa (På böljan blå, i städer och på land, Oss emellan och På kryss med Ellinor från Stockholms ström Sverige runt till Kosterfjorden. Vissamlingen innehåller blott tre titlar: Flickan i Havanna, Hjalmar och Elvira eller Ödets lek (denna ingick även i boken Oss emellan), samt Vals ombord. Framför allt Flickan i Havanna blev snabbt populär och utgavs även separat.